# Blackmagic Design
Blackmagic Design Pty Ltd. — австралійська компанія цифрового кіно та виробник апаратного забезпечення, розташована в Порт-Мельбурні, Вікторія, Австралія. Її спеціалізація полягає у розробці та виробництві апаратного забезпечення для телебачення та кінотеатру, зокрема цифрові відеокамери високого класу, а також розробляє програмне забезпечення для редагування відео, наприклад програми DaVinci Resolve та Blackmagic Fusion.

## Історія
Компанія була заснована в 2001 році Ґрантом Петті і випустила свій перший продукт, карту захоплення для macOS під назвою DeckLink, яка першою запропонувала нестиснене 10-бітне відео, у 2002 році.  Пізніше компанія випустила нові версії продукту      і додала можливості корекції кольору, підтримку Windows, і повну підтримку Adobe Premiere Pro та Microsoft DirectShow.
- У 2005 році компанія випустила кілька продуктів, включаючи сімейство двонаправлених перетворювачів PCIe Multibridge і сімейство програмного забезпечення на основі DPX FrameLink. [13] [14]
- У 2006 році компанія випустила програмне забезпечення для телевізійного виробництва Blackmagic On-Air. [15]
- У 2009 році компанія придбала американську компанію Da Vinci Systems, найвідомішу своїми продуктами для корекції та градації кольорів . [16]
- У 2010 році компанія придбала інтелектуальну власність Echolab і лінійку відеокомутаторів ATEM. [17]
- На NAB Show 2012 Blackmagic анонсувала свою першу кінокамеру. [18]
- У 2014 році компанія придбала компанію eyeon Software Inc, відому програмним забезпеченням для компонування Blackmagic Fusion . [19]
- У 2014 році компанія придбала Cintel, компанію зі сканування та збереження плівок, яка бере свій початок як Baird Television Company, засновану Джоном Логі Бердом у 1927 році [20]
- У вересні 2016 року компанія придбала Fairlight . [21]
- У 2018 році Blackmagic стала учасником у всіх чотирьох категоріях Netflix для свого Post Technology Alliance, який включає як кінокамери URSA, так і DaVinci Resolve . [22] У тому ж році Blackmagic Design також співпрацює з Apple, щоб створити Blackmagic eGPU, який продавався виключно через Apple Store протягом перших 6 місяців після випуску. [23] Після цього з’явився Blackmagic eGPU Pro, який також продавався виключно через Apple Store . [24]

## Продукти
Список усіх продуктів, розроблених компанією.
- Мікро кінокамера
- Кінокамера 2.5K & 4K

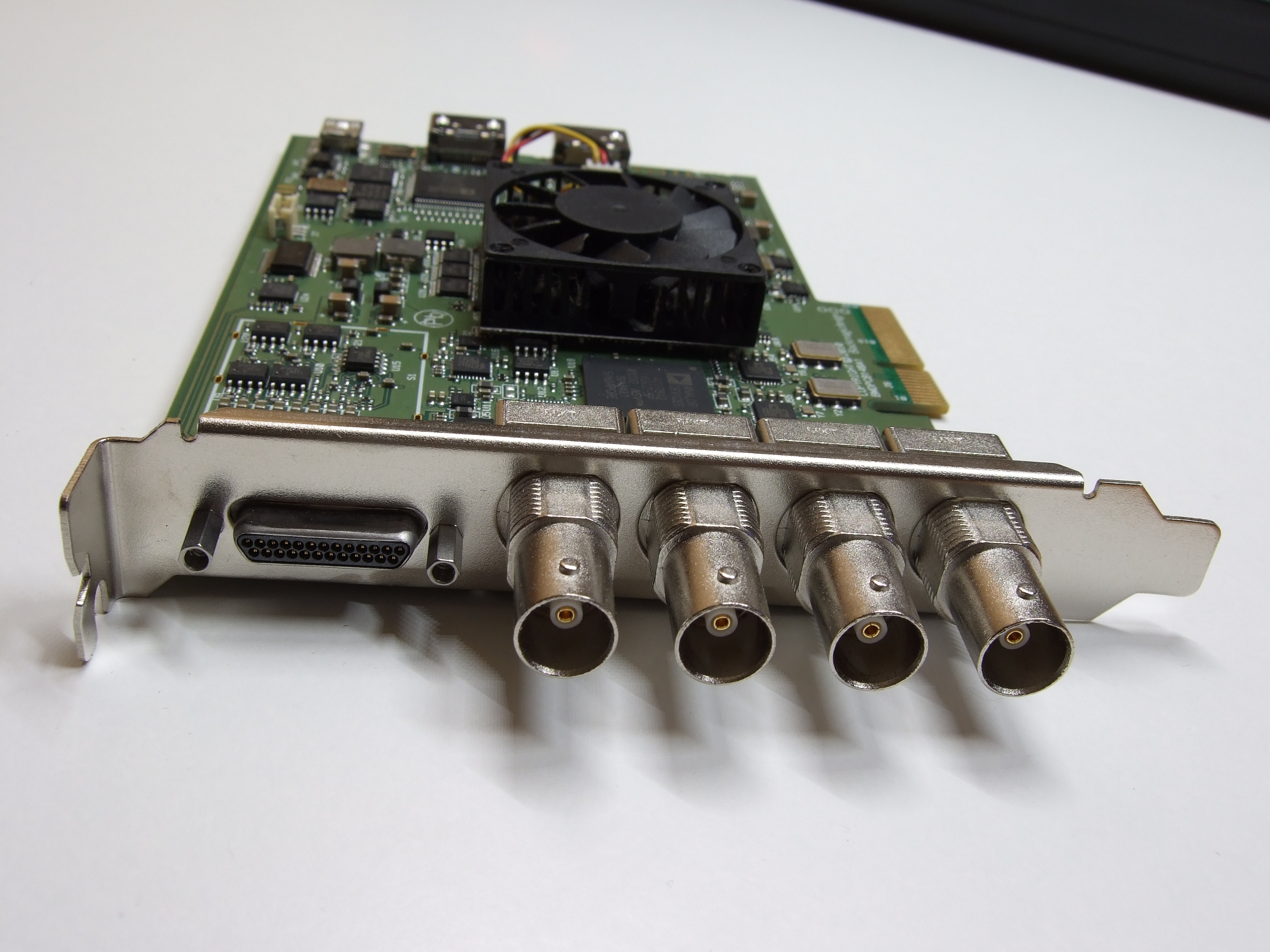
Карта захоплення відео DeckLink HD Extreme 3D dual link 3 Гбіт/с SDI для PCIe

- Кишенькова кінокамера 1080p, 4K, 6K (перше та друге покоління) і 6K Pro
- URSA Mini Pro 4.6K G2 і 12K

Камери живого виробництва
- Мікростудійна камера 4K
- Студійна камера HD і 4K
- Blackmagic Studio Camera 4K Plus, Blackmagic Studio Camera 4K Pro (перше та друге покоління) і Blackmagic Studio Camera 6K Pro[25] [26]
- URSA Broadcast
- URSA Broadcast G2

Редагування, корекція кольору та аудіо-постпродакшн
- DaVinci Resolve (безкоштовна версія) і DaVinci Resolve Studio (платна версія)
- Blackmagic Fusion Studio (візуальні ефекти, VR, 3D і широкомовна графіка)
- Консолі керування аудіо/відео (клавіатура редактора, редактор швидкості, мікропанель, міні-панель, розширена панель, фейдер каналів консолі Fairlight, керування каналами консолі Fairlight, РК-монітор консолі Fairlight, аудіоредактор консолі Fairlight, аудіоредактор Fairlight для настільного комп’ютера, консоль Fairlight для настільного ПК, аудіоінтерфейс Fairlight)
- Плівковий сканер Cintel (1-3 покоління) [27] [28]

Живе виробництво
- Домашнє потокове передавання: ATEM Mini, ATEM Mini Pro/ISO, ATEM Mini Extreme, ATEM Mini Extreme ISO (серія ATEM Mini має варіанти HDMI і SDI )
- Виробничі комутатори : ATEM 1,2 & 4 M/E Constellation HD, ATEM Constellation 8K, ATEM 1,2 & 4 M/E Production Studio 4K, ATEM Television Studio HD8 & HD8 ISO [29]
- Перемикач і контролери камери: панель керування камерою ATEM, розширена панель ATEM 1 M/E, розширена панель ATEM 2 M/E, розширена панель ATEM 4 M/E
- Chroma Keyers : Ultimatte 12 HD Mini, Ultimatte 12 HD, Ultimatte 12 4K, Ultimatte 12 8K [30]
- Запис і зберігання: HyperDeck Studio HD Mini, HyperDeck Studio HD Plus, HyperDeck Studio HD Plus, HyperDeck Studio 4K Pro, HyperDeck Extreme 8K HDR, HyperDeck Extreme 4K HDR, HyperDeck Extreme Control, HyperDeck Shuttle HD, Duplicator 4K, MultiDock 10G, Video Assist 7” 12G HDR, Video Assist 5” 12G HDR

Захоплення та відтворення
- UltraStudio HD Mini
- UltraStudio 4K Mini
- UltraStudio 4K Extreme 3
- DeckLink (карти PCIe): Mini Recorder, Mini Monitor, Mini Monitor 4K, Mini Recorder 4K, Duo 2 Mini, Duo 2, Quad 2, SDI 4K, Studio 4K, 4K Extreme 12G, 8K Pro, Quad HDMI Recorder

Мережне сховище
- Cloud Store: 20 ТБ, 80 ТБ, 320 ТБ (створено на замовлення)
- Cloud Store Mini: 8 ТБ
- Cloud Pod

Трансляційні конвертери
- Мікроконвертер: двонаправлений SDI/HDMI 3G wPSU, HDMI на SDI 3G wPSU, SDI на HDMI 3G wPSU, двонаправлений SDI/HDMI 3G, HDMI на SDI 3G, SDI на HDMI 3G
- Міні-конвертери: аудіо в SDI, оптичне волокно 12G, SDI Multiplex 4K, Quad SDI в HDMI 4K, SDI Distribution 4K, SDI в аналоговий 4K, аудіо в SDI 4K, SDI в аудіо 4K, HDMI в SDI 6G, SDI в HDMI 6G
- Teranex Mini: розповсюдження SDI 12G, SDI до HDMI 12G, аудіо до SDI 12G, SDI до аналогового 12G, SDI до HDMI 8K HDR, SDI до DisplayPort 8K HDR

## Дивитися також
- DaVinci Resolve
- Цифровий кінотеатр
- Історія кінотехніки
- Список марок цифрових камер

## Зовнішні посилання
- Офіційний веб-сайт